# سیارک ۶۱۶۵
سیارک ۶۱۶۵ (به انگلیسی: 6165 Frolova، نامگذاری: 1978PD3) شش هزار و صد و شصت و پنجمین سیارک کشف شده‌است که در ۸ اوت ۱۹۷۸ کشف شد.
قدر مطلق سیارک برابر ۱۴٫۳۰ است.